# Batalha de Berzícia
A Batalha de Berzícia (em búlgaro:  Битката при Берзития) foi travada no outono de 774 perto da região de Berzícia, na Macedônia, entre as forças do Império Bizantino e do Império Búlgaro e terminou em vitória bizantina.

## História
Após uma fracassada campanha do imperador bizantino Constantino V no início de 774, o cã búlgaro Telerigue decidiu contra-atacar enviando um pequeno exército de 12 000 cavaleiros para sudoeste com a missão de capturar a cidade de Berzícia. Constantino soube do raide através de seus espiões em Plisca e conseguiu reunir uma grande força para resistir ao ataque búlgaro. Próxima da cidade, os bizantinos surpreenderam o exército inimigo e, depois de um longo combate, conseguiram derrotá-lo, principalmente por conta da enorme superioridade numérica.

## Consequências
Constantino estava ansioso para se aproveitar desta vitória e iniciou uma nova campanha contra a Bulgária, mas, novamente, fracassou. Porém, após esta derrota, Telerigue soube da existência de espiões bizantinos em sua corte e decidiu eliminá-los de uma vez por todas. Ele enviou uma mensagem para Constantino informando-o que queria fugir da Bulgária e se exilar em Constantinopla. Em troca, Telerigue pediu ao imperador que indicasse pessoas de confiança em Plisca para ajudá-lo. Como Telerigue não seria o primeiro governante estrangeiro a se refugiar na capital bizantino, Constantino acreditou na história e revelou ao cã búlgaro quem eram seus associados na corte búlgara. Telerigue imediatamente ordenou que fossem todos presos e executados[carece de fontes?].